# Almenara (Castellón)
Almenara ist eine Gemeinde in der Provinz Castellón der Autonomen Gemeinschaft Valencia in Spanien.

## Geografie
Die Gemeinde grenzt an die Gemeinden Benavites, La Llosa, Quart de les Valls, Quartell, Sagunto und La Vall d’Uixó.

## Geschichte
Hier besiegte Jakob I. von Aragon 1238 die Mauren und eroberte Valencia. In der Umgebung sind zahlreiche Überreste römischer Bauten zu finden, darunter eine Siedlung aus dem Jahr 217 v. Chr., die als Monte del Cid bekannt ist.

## Persönlichkeiten
- Genoveva Torres Morales (1870–1956), Ordensgründerin, Heilige der römisch-katholischen Kirche